# RINDO Entertainment
RINDO Entertainment株式会社（リンドウエンターテインメント）は、日本のタレントの育成及びマネージメント、イベントの企画及び運営会社。

## 沿革
- 2019年2月7日、東京都渋谷区上原にて『RINDO Entertainment株式会社』が設立[1]。
- 同年8月28日、新宿区新宿に住所変更[2]。

## 経歴
- 2018年9月22日、和ロックをコンセプトとしたアイドル7人組[注 1]グループ『徒花TOXiC』が始動。
- 2019年2月7日、東京都渋谷区上原にて『RINDO Entertainment株式会社』が設立[1]。
- 同年4月1日、歌い手とアイドルの混成スタイルを魅せる7人組[注 2]グループ『AlbaNox』が始動[3]。
- 同年7月、公式ウェブサイトを開設[4]。
- 2020年5月30日、かいりきベアが名付け親[5]でもあり、サウンドプロデュースした歌い手とアイドルの混成8人組[注 3]グループ『ベアードアード』が始動[6]。
- 同年8月28日、新宿区新宿に住所変更[2]。
- 同年8月1日、事務所初となる同時デビューとしてベアードアード所属いりぽん先生と共同プロデュースをする、ゲームをコンセプトとする7人組[注 4]グループ『▷ せーぶぽいんと』、悪魔をコンセプトとする7人組[注 5]グループ『Scapegoat』が同時始動。
- 同年12月11日、2018年9月始動のグループ『徒花TOXiC』がメンバー3名が卒業、活動休止。
- 2022年4月6日、昨年に活動休止した『徒花TOXiC』のメンバーにはうき、なめの2名を加えたサイバーネオン[7]をコンセプトとする6人組グループ『夢喰NEON』が始動。
- 同年9月19日、2019年4月に始動した歌い手×アイドルグループ『AlbaNox』が解散。解散理由としては、メンバーと事務所間で話し合い『メンバー個人の活動の幅をより広めていきたい』という意見を活動を尊重していく方向で合致し、AlbaNoxとしての活動を終了[8]。
- 同年10月3日、バーティカルシアターアプリ『smash.（英語版）』の新機能、 男性配信者によるライブ配信機能・smash.LIVEでのライブ配信の開始を発表。参加グループは活動中の、ベアードアード、Scapegoat、▷ せーぶぽいんと、夢喰NEONが登場し、メンバーそれぞれが定期的に配信することを発表[9]。
- 2023年10月28日、おばけをコンセプトとする7人組グループ『Poltergeist』が始動。プロデューサーはScapegoatのいぶき。
- 2024年1月5日、6人組（当時）グループ『#らぶしっく』が始動。同年の7月29日にHalfAnniversaryLIVEを行い、9人で活動していくことを発表した。
- 2024年7月30日、10人組グループ『XP!A』が始動。2020年5月から2024年5月まで活動していたグループ『ベアードアード』が新しいグループとして、元々活動していた6人の他に、オーディションで勝ち残った4人で結成された。また、オーディション中の映像を3回に分けてYouTubeに配信していた。
- 2024年8月4日、7人組グループ『UNDEЯ DOG』が始動。
- 2025年6月17日、サポートメンバーを加えた9人組グループ『DeXeultio』が始動。

## 所属タレント
現在所属しているタレントは53名。
※生まれ年を公表しているタレントもプロフィールでは誕生日だけ公表していないので記載しない。

### 現在の所属タレント一覧
| 名前       | 別名義                                                                   | 誕生日   | 所属グループ                                                                            | 初お披露目     | 備考 |
| ---------- | ------------------------------------------------------------------------ | -------- | --------------------------------------------------------------------------------------- | -------------- | --- |
| つばき     | 小花衣つばき（徒花TOXiC） つばきくん。/つばきくん（ベアードアード/ソロ） | 11月22日 | 徒花TOXiC（結成〜解散） ベアードアード（結成〜解散） 夢喰NEON（結成〜） XP!A（結成〜）  | 2018年9月22日  | |
| うと       | うとちゃま〜？あぁ？うと先輩って呼べー!!（芸人）                         | 12月14日 | AlbaNox（結成〜解散） ベアードアード（結成〜解散） #らぶしっく（結成〜） XP!A（結成〜） | 2019年4月1日   | - VTuberとしても活動している。 - 『crown clown』元メンバー |
| ゆら       | 中野ゆら（徒花TOXiC）                                                    | 4月27日  | 徒花TOXiC（加入/2019年10月〜解散） 夢喰NEON（結成〜）                                   | 2019年10月     | |
| あまとくん | -                                                                        | 10月1日  | ベアードアード（結成〜解散） XP!A（結成〜）                                             | 2020年5月30日  | - 『Prizm*palette』元メンバー |
| ないちくん | -                                                                        | 1月3日   | ベアードアード（結成〜解散） XP!A（結成〜）                                             | 2020年5月30日  | - 歌い手出身 |
| なめ       | こうき（Crown Clown）                                                    | 11月3日  | ベアードアード（結成〜解散） 夢喰NEON（結成〜） XP!A（結成〜）                          | 2020年5月30日  | - 『crown clown』元メンバー - 『Contact+』元メンバー |
| さく       | 八乙女さく（徒花TOXiC）                                                  | 5月9日   | 徒花TOXiC（〜解散） 夢喰NEON（結成〜）                                                  |                | |
| りんたろ   | りんたろ。 無能りんたろう                                                | 9月16日  | Scapegoat（結成〜解散） XP!A（結成〜）                                                  | 2021年8月1日   | - コスプレイヤー出身 |
| りゅうが   | 華桜りゅうが（Dependvalet）                                              | 4月19日  | Scapegoat（結成〜解散）                                                                 | 2021年8月1日   | - 『Dependvalet』元メンバー |
| ひかる     | -                                                                        | 1月17日  | Scapegoat（結成〜解散）                                                                 | 2021年8月1日   | - オーディション出身 |
| いぶき     | ゆきしろいぶき（=conect）                                                | 10月26日 | Scapegoat（結成〜解散）                                                                 | 2021年8月1日   | - アイドルプロデューサー（Scapegoat、Poltergeist） - 『=conect』元メンバー |
| ゆの       | ひかる（Prizm*palette）                                                  | 5月28日  | ▷ せーぶぽいんと（結成〜）                                                              | 2021年8月1日   | - 『Prizm*palette』元メンバー |
| ふゆみ     | 天野ふゆみ                                                               | 12月19日 | ▷ せーぶぽいんと（結成〜）                                                              | 2021年8月1日   | |
| かなめ     | 青蓮凪音（Dependvalet）                                                  | 5月5日   | ▷ せーぶぽいんと（結成〜）                                                              | 2021年8月1日   | - 『Dependvalet』元メンバー |
| えつや     | えっちゃん（Crown Clown）                                                | 3月2日   | ▷ せーぶぽいんと（結成〜） #らぶしっく（結成〜）                                        | 2021年8月1日   | - 『crown clown』元メンバー - 『Contact+』元メンバー |
| あむ       | かの（だるま喰ったら龍二成ル） かなた（chuuu!!）                         | 9月2日   | ▷ せーぶぽいんと（結成〜）                                                              | 2021年8月1日   | 『だるま喰ったら龍二成ル』元メンバー 『chuuu!!』元メンバー |
| りうくん   | -                                                                        | 2月10日  | ベアードアード（加入/2021年〜解散） XP!A（結成〜）                                      | 2021年9月5日   | - 歌い手出身 |
| しの       | -                                                                        | 8月14日  | Scapegoat（加入/2021年〜解散）                                                          | 2021年11月7日  | |
| はやて     |                                                                          | 3月2日   | Scapegoat（加入/2021年〜卒業/2023年） #らぶしっく（結成〜）                             | 2021年11月7日  | - TikToker出身 - 過去に同事務所のグループ『Scapegoat』として2021年11月7日から2023年6月6日まで活動した。『#らぶしっく』のメンバー公開、同年11月27日に復帰。 |
| ゆき       | -                                                                        | 1月23日  | ▷ せーぶぽいんと（加入/2022年〜）                                                       | 2022年8月1日   | |
| たくみん   | 佐藤匠（CoLoN:）                                                         | 12月14日 | ▷ せーぶぽいんと（加入/2023年〜）                                                       | 2023年6月17日  | - 『CoLoN:』元メンバー |
| とあ       | 宮村とあ（プレアデス）                                                   | 9月6日   | Poltergeist（結成〜）                                                                   | 2023年10月28日 | - 『プレアデス』元メンバー |
| つき       | -                                                                        | 6月2日   | Poltergeist（結成〜）                                                                   | 2023年10月28日 | |
| うみ       | はる（ChatNoir）                                                         | 5月9日   | Poltergeist（結成〜）                                                                   | 2023年10月28日 | - 『ChatNoir』元メンバー |
| そう       | -                                                                        | 7月18日  | Poltergeist（結成〜）                                                                   | 2023年10月28日 | |
| みら       | -                                                                        | 3月6日   | Poltergeist（結成〜）                                                                   | 2023年10月28日 | |
| めあ       | あめ。（プレアデス）                                                     | 8月24日  | Poltergeist（結成〜）                                                                   | 2023年10月28日 | - 『プレアデス』元メンバー |
| さくら     | さくらくん。（ちょこらび）                                               | 1月5日   | AlbaNox（結成〜卒業/2021年） #らぶしっく（結成〜）                                      | 2024年1月5日   | - 歌い手グループ『ちょこらび』として活動中 - 過去に同事務所のグループ『AlbaNox』として2019年4月1日から2021年3月20日まで活動していた。『#らぶしっく』のメンバー公開、2023年11月26日にアイドルとして復帰。また、グループを卒業し一年以上経過し、事務所に戻ってアイドルを再開するのは事務所初の出来事だった。 |
| ゆそん     | 元Jr.（大吉）                                                            | 3月9日   | #らぶしっく（結成〜）                                                                   | 2024年1月5日   | - 『DESCENDNoVA』元メンバー |
| たいよう   | -                                                                        | 1月30日  | #らぶしっく（結成〜）                                                                   | 2024年1月5日   | - 『ぱぺっとないと』元メンバー |
| るきあ     | 二兎ルキア（X-BORDER）                                                   | 6月3日   | Scapegoat（加入/2024年〜解散）                                                          | 2024年7月21日  | - 『X-BORDER』元メンバー - 『モンスターパレード』元メンバー |
| ゆう       | -                                                                        | 1月1日   | Scapegoat（加入/2024年〜解散）                                                          | 2024年7月21日  | |
| だいち     | -                                                                        | 2月6日   | Scapegoat（加入/2024年〜解散）                                                          | 2024年7月21日  | |
| りょう     | -                                                                        | 11月13日 | #らぶしっく（加入/2024年〜）                                                            | 2024年7月29日  | ・Tiktoker出身 ・『TIKS』や『りょうりょま』として活動していた |
| さつき     | 仮屋瀬さつき（元9bic）                                                   | 5月31日  | #らぶしっく（加入/2024年〜）                                                            | 2024年7月29日  | - 『9bic』元メンバー |
| たろ       | 海空凌太朗（No Limit）                                                   | 5月7日   | #らぶしっく（加入/2024年〜）                                                            | 2024年7月29日  | ・『No Limit』元メンバー |
| けん       | -                                                                        | 5月4日   | XP!A（結成〜）                                                                          | 2024年7月30日  | - TikToker出身 - オーディション出身 |
| はく       | -                                                                        | 11月9日  | XP!A（結成〜）                                                                          | 2024年7月30日  | - オーディション出身 - 『Ⱥstral』元メンバー |
| みお       | -                                                                        | 8月16日  | XP!A（結成〜）                                                                          | 2024年7月30日  | - オーディション出身 - 『ab7prince』元メンバー |
| こうた     | -                                                                        | 12月26日 | UNDEЯ DOG（結成〜）                                                                     | 2024年8月4日   | - オーディション出身 |
| はも       | -                                                                        | 9月11日  | UNDEЯ DOG（結成〜）                                                                     | 2024年8月4日   | |
| せな       | -                                                                        | (非公開) | UNDEЯ DOG（結成〜）                                                                     | 2024年8月4日   | |
| 伊藤。     | -                                                                        | 7月31日  | UNDEЯ DOG（結成〜）                                                                     | 2024年8月4日   | |
| こむぎ     | -                                                                        | 11月7日  | UNDEЯ DOG（結成〜）                                                                     | 2024年8月4日   | |
| けい       | -                                                                        | (非公開) | UNDEЯ DOG（結成〜）                                                                     | 2024年8月4日   | |
| てん       | -                                                                        | 4月20日  | Poltergeist（加入/2024年〜）                                                            | 2024年10月28日 | |
| きょうへい | -                                                                        | 10月16日 | 夢喰NEON（加入/2025年〜）                                                               | 2025年3月16日  | |
| しょうた   | -                                                                        | 11月10日 | 夢喰NEON（加入/2025年〜）                                                               | 2025年3月16日  | |
| れん       |                                                                          |          |                                                                                         |                | |
| たいちん   |                                                                          |          |                                                                                         |                | |
| せら       |                                                                          |          |                                                                                         |                | |
| あさひ     |                                                                          |          |                                                                                         |                | |
| こんちゃん |                                                                          |          |                                                                                         |                | |

### 過去に所属していたタレント
| 名前       | 誕生日   | 所属グループ               | 卒業日                     | お披露目       | 備考 |
| ---------- | -------- | -------------------------- | -------------------------- | -------------- | --- |
| ゆぺ       | 11月23日 | AlbaNox                    | 2019年12月28日             | 2019年4月1日   | 当日、卒業ライブを開催。 現在は歌い手活動、『ちょこらび』としてさくらと共に活動中                                                      |
| 神楽坂やす | (不明)   | 徒花TOXiC                  | 2021年1月16日              | 不明           | 当日、卒業ライブを開催。 2019年5月8日に徒花TOXiCへ加入。                                                                               |
| 永瀬たくと | 7月6日   | 徒花TOXiC                  | 2021年12月11日             | 不明           | 徒花TOXiCのラストライブにて解散・卒業。                                                                                                |
| 天沢翔也   | 12月19日 | 徒花TOXiC                  | 2021年12月11日             | 不明           | 徒花TOXiCのラストライブにて解散・卒業。                                                                                                |
| 福井ヒロム | 12月7日  | 徒花TOXiC                  | 2021年12月11日             | 不明           | 徒花TOXiCのラストライブにて解散・卒業。                                                                                                |
| こうき     | 10月28日 | AlbaNox                    | 2022年9月19日              | 2019年4月1日   | AlbaNoxのラストライブにて解散・卒業。                                                                                                  |
| A型        | 11月25日 | AlbaNox                    | 2022年9月19日              | 2019年4月1日   | AlbaNoxのラストライブにて解散・卒業。                                                                                                  |
| はる       | 3月26日  | AlbaNox                    | 2022年9月19日              | 2019年4月1日   | AlbaNoxのラストライブにて解散・卒業。                                                                                                  |
| りき       | 7月18日  | AlbaNox                    | 2022年9月19日              | 2019年4月1日   | AlbaNoxのラストライブにて解散・卒業。                                                                                                  |
| eMu        | 5月23日  | AlbaNox                    | 2022年9月19日              | 2020年4月5日   | AlbaNoxのラストライブにて解散・卒業。                                                                                                  |
| ぜん       | 11月9日  | Scapegoat                  | 2022年9月27日              | 2021年8月1日   | 卒業ライブは下北沢シャングリラにて開催。                                                                                               |
| うぃる     | 4月18日  | AlbaNox、Scapegoat         | 2023年1月7日               | 2019年4月1日   | AlbaNoxを結成から解散までを過ごし、その直後にScapegoatに期間限定としての加入を発表。2022年10月3日から2023年1月7日までScapegoatに在籍。 |
| のあ       | 1月21日  | 徒花TOXiC、ベアードアード  | 2023年3月12日              | 2018年10月24日 | 立川ステージガーデンで行われたベアードアード3rdワンマンライブにて卒業。                                                                |
| るいな     | 8月21日  | Scapegoat                  | 2023年6月6日               | 2023年1月7日   | 卒業ライブは下北沢シャングリラにて開催。                                                                                               |
| こま       | 11月15日 | Poltergeist                | 2023年12月21日（解雇処分） | 2023年10月28日 | 卒業ライブはなし。 |
| いりぽん   | 6月12日  | ベアードアード             | 2024年5月30日              | 2021年4月16日  | 卒業ライブ（4周年記念ライブ）はKT Zepp Yokohamaにて開催。                                                                              |
| とい       | 1月1日   | ベアードアード、 Scapegoat | 2024年7月4日               | 2020年5月30日  | 卒業ライブは代アニLIVESTATIONにて開催。 卒業後、舞台「キヒカリ」にキヒカリ役で出演。                                                   |
| はうき     | 2月15日  | 夢喰NEON                   | 2024年8月6日               | 2022年4月6日   | 卒業ライブはKT Zepp Yokohamaにて開催。 『M!LK』元メンバー。 卒業後の2025年、ZOCXへ加入。                                               |
| あせたん   | 12月10日 | Scapegoat                  | 2024年12月11日             | 2021年8月1日   | Zepp Shinjukuで行われたScapegoatラストライブにて卒業。                                                                                 |
| まさむね   | 4月9日   | 徒花TOXiC、夢喰NEON        | 2025年2月28日              | 2022年4月6日   | 卒業ライブは1000CLUBにて開催。 |
| ひいろ     | 8月22日  | UNDEЯ DOG                  | 2025年5月26日（契約解除）  | 2024年8月4日   | 卒業ライブはなし。 |

## 育成及び運営のアイドルグループ

### 『徒花TOXiC』
RINDO第一号目で2018年9月22日から2021年12月11日まで活動していたグループ。
元メンバーはいっせい、ゆうま、たつや、黒宮ノア、神楽坂やす。
- コンセプトは『和ロック』。後継グループは『夢喰NEON』。
- グループ名の読み方は『あだばなトキシック』。略名は『徒花』など。
- 代表曲は『92の魔法[注 6]』、『White again[注 7]』など。カバー楽曲では『アルターエゴ』や『ボッカデラベリタ』や『メビウス』など。
- YouTubeチャンネル名は『花よりダメ男』で略名は『花ダメ』。

| 名前                             | 担当色 | 誕生日   | 在籍年月日          | 活動 (現在)                               |
| -------------------------------- | ------ | -------- | ------------------- | ----------------------------------------- |
| 小花衣つばき （こはない つばき） | 赤色   | 11月22日 | 不明〜解散          | リーダー 『XP!A』、『夢喰NEON』を兼任中。 |
| 永瀬たくと （ながせ たくと）     | 緑色   | 7月6日   | 不明〜解散          | 解散時に卒業                              |
| 天沢翔也 （あまさわ しょうや）   | 青色   | 12月19日 | 不明〜解散          | 解散時に卒業                              |
| 福井ヒロム （ふくい ひろむ）     | 白色   | 12月7日  | 2019年5月8日〜解散  | 解散時に卒業 ソロ活動中。                 |
| 中野ゆら （なかの ゆら）         | ピンク | 4月27日  | 2019年10月〜解散    | 『夢喰NEON』で活動中。                    |
| 碓氷政宗 （うすい まさむね）     | 黄色   | 4月9日   | 2021年1月16日〜解散 | 『夢喰NEON』で活動中。                    |
| 八乙女さく （やおとめ さく）     | 水色   | 5月9日   | 2021年1月16日〜解散 | 『夢喰NEON』で活動中。                    |

### 『AlbaNox』
第二号目で2019年4月1日から2022年9月19日まで活動していた歌い手兼アイドルの混成7人組ユニット。
- コンセプトは『新時代を切り開く新たなエンターテイメントの形』。
- グループ名の読み方は『アルバノクス』、略名は『アルバ』。
- 代表曲は『マスカレイド ダンスフロア[注 8]』、『マリオネ[注 9]』などであり、カバー楽曲では、『インスタントヘヴン』や『完全放棄宣言』など。

| 名前            | 担当色 (旧 - 新) | 担当色 (旧 - 新) | 誕生日   | 在籍年月日               | 活動 (現在)                                                                                   |
| --------------- | ---------------- | ---------------- | -------- | ------------------------ | --------------------------------------------------------------------------------------------- |
| ゆぺ            | 白               | -                | 11月23日 | 始動〜卒業（2019年12月） | 歌い手グループ『ちょこらび』で活動中。                                                        |
| さくら          | 赤               | -                | 1月5日   | 始動〜卒業（2021年3月）  | 歌い手グループ『ちょこらび』と『#らぶしっく』として活動中。                                   |
| こうき          | 水色             | 水色             | 10月28日 | 始動〜解散               | 『キミノネに哭く』で活動中。                                                                  |
| うと            | 青               | 青               | 12月14日 | 始動〜解散               | 『XP!A』と『#らぶしっく』を兼任中。                                                           |
| A型（エーがた） | オレンジ         | 赤               | 11月25日 | 始動〜解散               | 始動から2023年10月31日の解散まで『OrzClass』にてグループ活動。 現在は『Ⱥstral』として活動中。 |
| うぃる          | ピンク           | ピンク           | 4月18日  | 始動〜解散               | 『Ⱥstral』で活動中。                                                                          |
| りき            | 紫               | 紫               | 7月18日  | 始動〜解散               | 『Ⱥstral』で活動中。                                                                          |
| はる            | 黄色             | 黄色             | 3月26日  | 始動〜解散               | 『キミノネに哭く』で活動中。                                                                  |
| eMu（えむ）     | -                | 緑色             | 5月23日  | 2020年4月5日〜解散       | ソロ活動中。                                                                                  |

### 『ベアードアード』
第三号目で、2020年5月30日から2024年5月30日まで活動していた歌い手兼アイドルの混成7人組グループ。
2022年8月31日、日本コロムビアから『ヒストリア』でメジャーデビュー。
- コンセプトは『宗教性』。
- 略名は『ベア』、『ベアドア』。
- サウンドプロデューサーは名付け親でもあるかいりきベア。
- 代表曲は『ベアードアード[注 9]』、『ヒストリア[注 9]』など。カバー楽曲では『ダーリンダンス』や『アイ情劣等生』など。また、先輩グループであるAlbaNoxのオリジナル曲をカバーとして配信リリースした『愛情飢餓少女』や『レディキラーカクテル』なども存在する。

| 名前       | 担当色   | 誕生日   | 在籍年月日                                                | 活動開始日（個人） | 備考 |
| ---------- | -------- | -------- | --------------------------------------------------------- | ------------------ | --- |
| とい       | 緑       | 1月1日   | 始動〜卒業                                                | -                  | 2021年9月4日に卒業し、8月1日から『Scapegoat』のメンバーとして活動中。                                                                                                  |
| つばきくん | 赤       | 11月22日 | 始動〜解散                                                | 2020年5月2日       | 『夢喰NEON』に結成から兼任として活動中。 『徒花TOXiC』旧メンバー（解散まで）。                                                                                         |
| うと       | 白       | 12月14日 | 始動〜解散                                                | 2019年10月17日     | 始動から解散まで『AlbaNox』として活動、兼任。 現在は『#らぶしっく』と兼任中。                                                                                          |
| あまとくん | 黄色     | 10月1日  | 始動〜解散                                                | 2020年6月1日       | - |
| ないちくん | 水色     | 1月3日   | 始動〜解散                                                | 2018年1月29日      | - |
| なめ       | 青       | 11月3日  | 始動〜解散                                                | 2020年4月25日      | リーダー 『夢喰NEON』に結成から兼任として活動中。 |
| のあ       | 紫       | 1月21日  | 始動〜卒業                                                | 2020年5月4日       | 2023年3月12日にベアードアードを卒業。 男性アイドルグループ『i DOLL（旧・.DOLL）』、『sugar sugar（旧・eye scream）』プロデューサー。 『徒花TOXiC』の旧メンバー（卒業） |
| いりぽん   | ピンク   | 6月12日  | 2021年4月16日（期間限定） 2022年4月10日（正式加入）〜卒業 | 2015年12月9日      | アイドルグループ『▷ せーぶぽいんと』プロデューサー。 |
| りうくん   | オレンジ | 2月10日  | 2021年9月5日〜解散                                        | 2017年9月2日       | - |

### 『Scapegoat』
第四号目で、2021年8月1日に『▷ せーぶぽいんと』と共に始動した9人組（始動時は7人組）アイドルグループ。
2024年12月11日に解散。りんたろはXP!Aを専任。あせたんは契約満了。他の7名はマネジメント契約を継続予定。
- コンセプトは『悪魔』でメンバーに悪魔としてのコンセプトが存在している。
- グループ名の読み方は『スケープゴート』、略名は『スケープ』など。
- プロデュースはメンバーのいぶきが担当。
- 代表曲は『能動カルマ[注 10]』や『ナイトメアナイト[注 11]』など。カバー曲では『バイオレンストリガー』、『マカロン』など。

| 名前     | 担当色   | 誕生日   | コンセプト | 在籍年月日                      | 備考                                                                                           |
| -------- | -------- | -------- | ---------- | ------------------------------- | ---------------------------------------------------------------------------------------------- |
| ぜん     | 赤       | 11月9日  | 憂鬱の悪魔 | 始動〜卒業                      | 2022年9月27日に卒業。                                                                          |
| りんたろ | 青       | 9月16日  | 虚飾の悪魔 | 始動〜解散                      | -                                                                                              |
| りゅうが | 黄色     | 4月19日  | 暴食の悪魔 | 始動〜解散                      | -                                                                                              |
| ひかる   | 白       | 1月17日  | 憤怒の悪魔 | 始動〜解散                      | -                                                                                              |
| とい     | 緑       | 1月1日   | 怠惰の悪魔 | 始動〜卒業                      | 2024年7月4日に卒業。 『ベアードアード』の旧メンバーでグループ始動から2021年9月まで活動、兼任。 |
| いぶき   | ピンク   | 10月24日 | 嫉妬の悪魔 | 始動〜解散                      | プロデューサー兼リーダー                                                                       |
| あせたん | 紫       | 12月10日 | 色欲の悪魔 | 始動〜解散                      | 『じゃっく☆ぽっと』元メンバー 『Cure Candy』元メンバー（始動から解散まで）                     |
| しの     | 水色     | 8月14日  | 傲慢の悪魔 | 2021年11月7日〜解散             | -                                                                                              |
| はやて   | 黒       | 3月2日   | 強欲の悪魔 | 2021年11月7日〜卒業             | 2023年6月6日にるいなと共に卒業。 現在は同事務所のグループ『#らぶしっく』として活動中。         |
| うぃる   | 赤       | 4月18日  | 憂鬱の悪魔 | 2022年10月3日（期間限定）〜卒業 | ぜんの後継者としてのサポートメンバー 同事務所『AlbaNox』の元メンバー（デビューから解散まで）   |
| るいな   | 赤       | 8月21日  | 憂鬱の悪魔 | 2023年1月7日〜卒業              | 2023年6月6日にはやてと共に卒業。                                                               |
| るきあ   | 赤       | 6月3日   | 憂鬱の悪魔 | 2024年7月21日〜解散             | -                                                                                              |
| ゆう     | オレンジ | 1月1日   | 欺瞞の悪魔 | 2024年7月21日〜解散             | -                                                                                              |
| だいち   | 緑       | 2月6日   | 怠惰の悪魔 | 2024年7月21日〜解散             | 最年少                                                                                         |

### 『▷ せーぶぽいんと』
第四号目で、2021年8月1日に『Scapegoat』と共に始動した7人組（始動時は5人組）アイドルグループ。
- コンセプトは『ロールプレイングゲーム』で、メンバーで戦うプレイヤーによりコンセプトが存在している。
- グループ名の読み方は『せーぶぽいんと』、略名は『せぶぽ』。
- プロデュースはベアードアード所属のいりぽん先生で、ディレクターは踊り手として活動するたまひよ。が担当。
- 代表曲は『まにまにRPG[注 12]』や『ハートショットスナイパー[注 13]』など。カバー曲では『ヴァンパイア』や『ロールプレイングゲーム』など。

| 名前     | 担当色 | 誕生日   | コンセプト | 在籍年月日             | 備考                               |
| -------- | ------ | -------- | ---------- | ---------------------- | ---------------------------------- |
| ゆの     | ピンク | 5月28日  | 忍者       | 始動〜                 | -                                  |
| ふゆみ   | 緑     | 12月19日 | アーチャー | 始動〜                 | リーダー兼最年少 『Luvless』と兼任 |
| かなめ   | 青     | 5月5日   | ガンナー   | 始動〜                 | -                                  |
| えつや   | 赤     | 3月2日   | 剣士       | 始動〜                 | 『#らぶしっく』と兼任中            |
| あむ     | 紫     | 9月2日   | 魔術師     | 始動〜                 | -                                  |
| ゆき     | 白     | 1月23日  | ヒーラー   | 2022年8月1日〜卒業予定 | 『Luvless』と兼任                  |
| たくみん | 黄色   | 12月14日 | 獣人       | 2023年6月17日〜        | -                                  |

### 『夢喰NEON』
第六号目で、 2022年4月6日に始動した6人組アイドルグループ。
- コンセプトは『サイバーパンク』。
- グループ名の読み方は『ゆめくいネオン』、略名は『夢喰（ゆめくい）』など。
- 同事務所の『徒花TOXiC』の後継グループ[注 15]で、徒花TOXiCの元メンバー4名と新しく迎えた2名（なめ、はうき）で結成。
- 代表曲は『リベットライフ凸[注 16]』や『キャンディーロックサチュレイション！[注 17]』や『推しメンに会いたい[注 13]』など。カバー曲では『コドクアソビ[注 18]』や『アニマル』など。
- 夢喰NEONは徒花TOXiCの後継グループだからか、徒花TOXiCの楽曲をオリジナル曲としてリリースしたりする場合もある。『92の魔法[注 6]』や『Angraecum[注 19]』、『White again[注 7]』など。

| 名前       | 担当色     | 誕生日   | 在籍年月日                  | 備考                                                                 |
| ---------- | ---------- | -------- | --------------------------- | -------------------------------------------------------------------- |
| つばき     | 赤         | 11月22日 | 始動〜                      | リーダー 『XP!A』と兼任中 『徒花TOXiC』元メンバー                    |
| ゆら       | ピンク     | 4月27日  | 始動〜                      | 『徒花TOXiC』元メンバー                                              |
| まさむね   | 黄色       | 4月9日   | 始動〜卒業（2025年2月28日） | 『徒花TOXiC』元メンバー                                              |
| さく       | 紫         | 5月9日   | 始動〜                      | 『徒花TOXiC』元メンバー                                              |
| なめ       | 青         | 11月3日  | 始動〜                      | 『XP!A』と兼任中                                                     |
| はうき     | 水色       | 2月15日  | 始動〜卒業（2024年8月6日）  | 『M!LK』『モノクローン』元メンバー 現在は『ZOCX』として活動中        |
| きょうへい | 緑色       | 10月16日 | 2025年3月16日〜             | サバイバルオーディション番組『夢喰計画』にて決められたメンバーである |
| しょうた   | オレンジ色 | 11月10日 | 2025年3月16日〜             | サバイバルオーディション番組『夢喰計画』にて決められたメンバーである |

### 『Poltergeist』
第七号目で、2023年10月28日に始動した7人組アイドルグループ。
- コンセプトは『おばけ』。
- グループ名の読み方は『ポルターガイスト』、略名は『ポルター』『ポルガ』。
- プロデュースはScapegoat所属兼プロデューサーのいぶき。
- 代表曲は『POPPING DOLL[注 20]』など。

| 名前 | 担当色 | 誕生日   | 在籍年月日       | 備考                              |
| ---- | ------ | -------- | ---------------- | --------------------------------- |
| とあ | 赤色   | 9月6日   | 始動〜           | リーダー 『プレアデス』元メンバー |
| こま | 緑色   | 11月15日 | 始動〜脱退       | 2023年12月21日に脱退（解雇処分）  |
| つき | 白色   | 6月2日   | 始動〜           | -                                 |
| うみ | 黄色   | 5月9日   | 始動〜           | 『ChatNoir』元メンバー            |
| そう | 青色   | 7月18日  | 始動〜           | -                                 |
| みら | ピンク | 3月6日   | 始動〜           | -                                 |
| めあ | 紫色   | 8月24日  | 始動〜           | 『プレアデス』元メンバー          |
| てん | 水色   | 4月20日  | 2024年10月28日〜 | -                                 |

### 『#らぶしっく』
第八号目で、2024年1月5日に始動した9人組（始動時は6人組）アイドルグループ。
- グループ名の読み方は『らぶしっく』、略名はなし。
- 代表曲は『わがままハピネス[注 21]』や『男子♡恋[注 22]』など。

| 名前     | 担当色     | 誕生日   | 在籍年月日      | 備考                                                |
| -------- | ---------- | -------- | --------------- | --------------------------------------------------- |
| さくら   | 赤色       | 1月5日   | 始動〜          | 『AlbaNox』元メンバー                               |
| うと     | 青色       | 12月14日 | 始動〜          | 『XP!A』と兼任中 『AlbaNox』元メンバー              |
| ゆそん   | 紫色       | 3月9日   | 始動〜          | 『DESCENDNoVA』元メンバー                           |
| たいよう | ピンク     | 1月30日  | 始動〜          | #らぶしっく最年少 『ぱぺっとないと』元メンバー      |
| えつや   | 白色       | 3月2日   | 始動〜          | 『▷ せーぶぽいんと』と兼任中 『Contact+』元メンバー |
| はやて   | 水色       | 3月2日   | 始動〜          | 『Scapegoat』元メンバー                             |
| りょう   | 緑色       | 11月13日 | 2024年7月29日〜 | -                                                   |
| さつき   | 黄色       | 5月31日  | 2024年7月29日〜 | 『9bic』元メンバー                                  |
| たろ     | オレンジ色 | 5月7日   | 2024年7月29日〜 | 『No Limit』元メンバー                              |

### 『XP!A』
第九号目で、2024年7月30日に始動した10人組アイドルグループ。
- グループ名の読み方は、『クロスピア』。
- 同事務所の『ベアードアード』の後続グループで、元メンバーのいりぽんを除くメンバー6名と新メンバーオーディションで選ばれた4名（けん、はく、みお、りんたろ）で結成。

| 名前       | 担当色         | 誕生日   | 在籍年月日 | 備考                                                                                       |
| ---------- | -------------- | -------- | ---------- | ------------------------------------------------------------------------------------------ |
| なめ       | 青色           | 11月3日  | 始動〜     | リーダー 『夢喰NEON』に結成から兼任として活動中。 『Contact+』『ベアードアード』元メンバー |
| あまとくん | ビビットピンク | 10月1日  | 始動〜     | リーダー 『ベアードアード』元メンバー                                                      |
| けん       | 黄色           | 5月4日   | 始動〜     |                                                                                            |
| ないちくん | 水色           | 1月3日   | 始動〜     | 『ベアードアード』元メンバー                                                               |
| はく       | 緑色           | 11月9日  | 始動〜     | 『Ⱥstral』元メンバー                                                                       |
| うと       | 白色           | 12月14日 | 始動〜     | 『#らぶしっく』に結成から兼任として活動中。 『AlbaNox』『ベアードアード』元メンバー        |
| りんたろ   | 紫色           | 9月16日  | 始動〜     | 『Scapegoat』に結成から解散まで兼任。                                                      |
| りうくん   | オレンジ       | 2月10日  | 始動〜     | 『ベアードアード』元メンバー                                                               |
| みお       | パステルピンク | 8月16日  | 始動〜     | 『ab7prince』元メンバー                                                                    |
| つばき     | 赤色           | 11月22日 | 始動〜     | 『夢喰NEON』に結成から兼任として活動中。 『徒花TOXiC』『ベアードアード』元メンバー         |

### 『UNDEЯ DOG』
第十号目で、2024年8月4日に始動した7人組アイドルグループ。
- グループ名の読み方は『アンダードッグ』、略名はアンド。

| 名前   | 担当色   | 誕生日   | 在籍年月日 | 備考                     |
| ------ | -------- | -------- | ---------- | ------------------------ |
| ひいろ | 赤色     | (非公開) | 結成〜     |                          |
| こうた | 黄色     | 12月26日 | 結成〜     | XP!Aのオーディション出身 |
| はも   | 青色     | 9月11日  | 結成〜     |                          |
| せな   | 紫色     | 12月19日 | 結成〜     |                          |
| 伊藤。 | ピンク色 | 7月31日  | 結成〜     |                          |
| こむぎ | 白色     | 11月7日  | 結成〜     |                          |
| けい   | 緑色     | 4月30日  | 結成〜     | UNDEЯ DOG最年少          |

### 過去に活動していたグループ
| ＃ | グループ       | メンバー （休止時）                                                                    | 活動期間                                      | 備考 |
| -- | -------------- | -------------------------------------------------------------------------------------- | --------------------------------------------- | --- |
| 1  | 徒花TOXiC      | - 小花衣つばき - 永瀬たくと - 中野ゆら - 八乙女さく - 碓氷政宗 - 天沢翔也 - 福井ヒロム | 2018年9月22日〜2021年12月11日（3年2ヶ月20日） | - 後身グループとして『夢喰NEON』が2022年4月6日に始動した。永瀬たくと、天沢翔也、福井ヒロム以外が参加し、追加メンバーとしてなめとはうきを迎え入れた。 |
| 2  | AlbaNox        | - こうき - うと - A型 - うぃる - はる - りき - eMu                                     | 2019年4月1日〜2022年9月19日（3年5ヶ月19日）   | - 解散後は、各々ソロ活動やグループ活動をしていたが、うとは解散前から兼任として活動していたベアードアードとして活動し、RINDOに残っていた。 - 解散前の2021年3月に卒業したさくらは2024年1月に始動した#らぶしっくとして復帰。#らぶしっくには、ベアードアードとして活動していたうともいた。 |
| 3  | ベアードアード | - つばきくん - うと - あまとくん - ないちくん - なめ - いりぽん - りうくん             | 2020年5月30日〜2024年5月30日（4年）           | - 2024年3月18日に現体制終了、そしていりぽん卒業を発表し、4月3日に新体制メンバーオーディションを開催した。そこから合格したメンバー4名と同年7月30日に始動ライブを開催した。 |

## 所属アイドルタレント限定ライブ『RINDO LIVE』
※他事務所との共同ライブやスペシャルコンテンツも含む
| ＃ | 開催日         | タイトル                                           | 出演者 | 会場                      | 備考 |
| -- | -------------- | -------------------------------------------------- | --- | ------------------------- | --- |
| 1  | 2020年12月8日  | RINDO LIVE in OSAKA                                | - AlbaNox - ベアードアード | 梅田バナナホール          | |
| 2  | 2021年8月31日  | RINDO LIVE 大コラボ祭SP                            | - 徒花TOXiC - Scapegoat - ▷ せーぶぽいんと | 渋谷veats                 | ベアードアード所属ののあがPCR検査にて陽性が判明したことにより、グループ出演自粛、出演キャンセル。 |
| 3  | 2021年9月8日   | RINDO LIVE vol.3                                   | - 徒花TOXiC - Scapegoat - ▷ せーぶぽいんと | Shibuya O-EAST            | |
| 4  | 2021年10月13日 | RINDO LIVE vol.4                                   | - ベアードアード - Scapegoat - ▷ せーぶぽいんと | 渋谷veats                 | |
| 5  | 2021年10月30日 | RINDO LIVE -ハロウィンスペシャル- vol.5            | - 徒花TOXiC - ベアードアード - Scapegoat - ▷ せーぶぽいんと | 横浜1000CLUB              | |
| 6  | 2021年11月10日 | RINDO LIVE vol.6                                   | - 徒花TOXiC - ベアードアード - Scapegoat - ▷ せーぶぽいんと | 渋谷veats                 | |
| 7  | 2021年12月19日 | RINDO LIVE -コンテンツLIVE-                        | - AlbaNox - ベアードアード - Scapegoat - ▷ せーぶぽいんと | 横浜1000CLUB              | |
| 8  | 2022年2月13日  | RINDO LIVE vol.8 バレンタインSP                    | - AlbaNox - ベアードアード - Scapegoat - ▷ せーぶぽいんと - 中野ゆら、八乙女さく、碓氷政宗 | サンリオピューロランド    | |
| 9  | 2022年3月18日  | DD×RINDO LIVE                                      | - RINDO所属：ベアードアード、Scapegoat、▷ せーぶぽいんと - DD所属：cosmic!!、パンダドラゴン、ReLIT | 豊洲PIT                   | 1月26日に開催予定だったアイドル事務所『株式会社DD』との共同ライブが新型コロナウイルスにより延期。 |
| 10 | 2022年3月23日  | RINDO LIVE vol.9 in ZEPP HANEDA SP                 | - AlbaNox - ベアードアード - Scapegoat - ▷ せーぶぽいんと - 中野ゆら、八乙女さく、碓氷政宗 | Zepp Haneda               | 所属タレント全員が同じライブに出演したのはこれが初めて。 |
| 11 | 2022年8月7日   | RINDO LIVE 番外編コンテンツライブ -歌編-           | - AlbaNox（うぃる、eMu、はる） - ベアードアード（ないちくん、りうくん） - Scapegoat（あせたん、いぶき、ぜん） - ▷ せーぶぽいんと（ふゆみ、ゆの） | 下北沢シャングリラ        | 事務所内初の番外編ライブ公演。 |
| 11 | 2022年8月7日   | RINDO LIVE 番外編コンテンツライブ -踊編-           | - ベアードアード（いりぽん、あまとくん） - Scapegoat（いぶき、ぜん、はやて、りゅうが、りんたろ） - ▷ せーぶぽいんと（えつや、かなめ） - 夢喰NEON（ゆら、さく） | 下北沢シャングリラ        | 事務所内初の番外編ライブ公演。 |
| 12 | 2022年8月31日  | RINDO LIVE vol.10 -新曲祭り-                       | - ベアードアード - Scapegoat - ▷ せーぶぽいんと - 夢喰NEON | CLUB CITTA'               | 全グループが新曲披露。 |
| 13 | 2022年10月13日 | RINDO大運動会                                      | - MC：A型 - 赤色チーム：つばき、えつや、はうき、ないちくん、りゅうが、りんたろ、とい - 緑色チーム：ふゆみ、ゆら、ゆの、あむ、りうくん、はやて、うぃる - ピンクチーム：いぶき、いりぽん先生、あまとくん、こうき、はる、まさむね、ひかる - 青色チーム：なめ、うと、さく、かなめ、ゆき、あせたん、しの | 東京体育館 メインアリーナ | 8月3日のRINDO公式YouTubeチャンネルにて初の全体集合配信時に報告、チーム分けを発表。 出演グループはベアードアード、Scapegoat、▷ せーぶぽいんと、夢喰NEON。 当初MCにベアードアードののあで、緑色チームにScapegoatのぜんが出演予定だったが、のあは活動休止、ぜんはグループ卒業のため出演変更になり、MCに開催時解散したグループ『AlbaNox』のA型が、緑色チームにうぃるが出演することをTwitterにて発表。 |
| 14 | 2023年2月18日  | サンリオピューロランド2DAYS公演 （正式名称未発表） | - ベアードアード - Scapegoat - ▷ せーぶぽいんと - 夢喰NEON | サンリオピューロランド    | 全グループ出演。 1日目の18日は、1部で、▷ せーぶぽいんと×Scapegoatが2マンライブで2部では夢喰NEONだった。 |
| 14 | 2023年2月19日  | サンリオピューロランド2DAYS公演 （正式名称未発表） | - ベアードアード - Scapegoat - ▷ せーぶぽいんと - 夢喰NEON | サンリオピューロランド    | 全グループ出演。 2日目の19日は、1部でベアードアードが出演し、2部では『RINDO LIVE -バレンタインスペシャル-』が行われた。 |
| 15 | 2023年3月27日  | RINDO Zepp Tour 2023                               | - ベアードアード - Scapegoat - ▷ せーぶぽいんと - 夢喰NEON | Zepp Haneda               | 全グループ出演。 初の事務所でのツアー。 |
| 15 | 2023年4月29日  | RINDO Zepp Tour 2023                               | - ベアードアード - Scapegoat - ▷ せーぶぽいんと - 夢喰NEON | Zepp Sapporo              | 全グループ出演。 初の事務所でのツアー。 |
| 15 | 2023年5月2日   | RINDO Zepp Tour 2023                               | - ベアードアード - Scapegoat - ▷ せーぶぽいんと - 夢喰NEON | Zepp Nagoya               | 全グループ出演。 初の事務所でのツアー。 |
| 15 | 2023年6月2日   | RINDO Zepp Tour 2023                               | - ベアードアード - Scapegoat - ▷ せーぶぽいんと - 夢喰NEON | Zepp Fukuoka              | 全グループ出演。 初の事務所でのツアー。 |
| 15 | 2023年7月17日  | RINDO Zepp Tour 2023                               | - ベアードアード - Scapegoat - ▷ せーぶぽいんと - 夢喰NEON | Zepp Namba                | 全グループ出演。 初の事務所でのツアー。 |
| 15 | 2023年8月31日  | RINDO Zepp Tour 2023                               | - ベアードアード - Scapegoat - ▷ せーぶぽいんと - 夢喰NEON | Zepp Yokohama             | 全グループ出演。 初の事務所でのツアー。 |
|    | 2024年10月18日 | RINDO FREE LIVE                                    | - XP!A - Scapegoat - ▷ せーぶぽいんと - Poltergeist - 夢喰NEON - #らぶしっく - UNDEЯ DOG | 豊洲PIT                   | 全グループ出演。 JUNONとコラボした写真集『RINDO COLLECTION』の発売を記念して、初のフリーライブを開催する予定。 また、8月4日に始動したUNDEЯ DOGは写真集に参加しておらず、OAとして参加する予定。 |
|    | 2025年7月23日  | RINDO LIVE ZEPP TOUR2025                           | ・XP!A ・#らぶしっく ・Poltergeist ・夢喰NEON ・▷せーぶぽいんと ・UNDEЯDOG ・DeXeultio | Zepp Haneda               | 全グループ出演。 トランプ衣装お披露目・ユニット曲披露など。 |
|    | 2025年8月 1日  | RINDO LIVE ZEPP TOUR2025                           | ・XP!A ・#らぶしっく ・Poltergeist ・夢喰NEON ・▷せーぶぽいんと ・UNDEЯDOG ・DeXeultio | Zepp Fukuoka              | 全グループ出演。 トランプ衣装お披露目・ユニット曲披露など。 |
|    | 2025年8月 2日  | RINDO LIVE ZEPP TOUR2025                           | ・XP!A ・#らぶしっく ・Poltergeist ・夢喰NEON ・▷せーぶぽいんと ・UNDEЯDOG ・DeXeultio | Zepp Namba                | 全グループ出演。 トランプ衣装お披露目・ユニット曲披露など。 |
|    | 2025年8月15日  | RINDO LIVE ZEPP TOUR2025                           | ・XP!A ・#らぶしっく ・Poltergeist ・夢喰NEON ・▷せーぶぽいんと ・UNDEЯDOG ・DeXeultio | Zepp Nagoya               | 全グループ出演。 トランプ衣装お披露目・ユニット曲披露など。 |
|    | 2025年8月22日  | RINDO LIVE ZEPP TOUR2025                           | ・XP!A ・#らぶしっく ・Poltergeist ・夢喰NEON ・▷せーぶぽいんと ・UNDEЯDOG ・DeXeultio | Zepp Sapporo              | 全グループ出演。 トランプ衣装お披露目・ユニット曲披露など。 |
|    | 2025年8月31日  | RINDO LIVE ZEPP TOUR2025                           | ・XP!A ・#らぶしっく ・Poltergeist ・夢喰NEON ・▷せーぶぽいんと ・UNDEЯDOG ・DeXeultio | KT Zepp Yokohama          | 全グループ出演。 トランプ衣装お披露目・ユニット曲披露など。 |